# Hoefijzermuskaatduif
De hoefijzermuskaatduif (Ducula carola) is een duif uit het geslacht Ducula die alleen voorkomt op de Filipijnen. De soort werd in 1854 als Ptilocolpa carola beschreven door (prins) Charles Lucien Bonaparte. De soortaanduiding eert diens dochter Charlotte Honorine Joséphine Pauline Bonaparte. De Filipijnse naam voor de hoefijzermuskaatduif is Balud. Het is een door habitatverlies en jacht kwetsbaar geworden vogelsoort die alleen voorkomt op de Filipijnen.

## Kenmerken
De hoefijzermuskaatduif is de kleinste muskaatduif van de Filipijnen. De lengte is inclusief staart ongeveer 35,5 centimeter en de spanwijdte is zo'n 21,5 centimeter. De mannetjes verschillen van de vrouwtjes. De drie ondersoorten zijn te onderscheiden door de kleur van de brede band over de borst. Deze is grijs bij D. c. carola tot zwart bij D. c. nigrorum. De kop, bovenkant en bovenkant van de borst van het mannetje zijn lichtgrijs van kleur. De rug en vleugels zijn grijs met wat bronskleurig groene glans. De staart is aan de bovenkant groen en van onderen donkerbruin tot zwart. De vleugeldekveren zijn grijs en donkergroen. De borstband is bijna zwart bij D. c. nigrorum, lichter gekleurd bij de andere ondersoorten. Het vrouwtje wijkt af op de rug en vleugels, die meer bronskleurig tot rood zijn en zij heeft geen onderscheidende banden over de borst. De snavel van de hoefijzermuskaatduif is roze, met een wit uiteinde. De ogen wit met roze en de huid eromheen blauwgrijs. De poten zijn roze van kleur.

## Verspreiding, leefgebied en voortplantingsgedrag
Er bestaan drie ondersoorten van de hoefijzermuskaatduif:
- D. c. carola (Luzon, Mindoro en Sibuyan)
- D. c. nigrorum (Negros en Siquijor; mogelijk uitgestorven)
- D. c. mindanensis (Mindanao)

Deze duivensoort komt voor op de hierboven genoemde eilanden in de ongerepte regenwouden en secundair bos en bij bosranden van het laagland tot aan een hoogte van 2500 meter boven zeeniveau. De hoefijzermuskaatduif komt voor in kleine tot zeer grote groepen, soms ook samen met de groene muskaatduif. Deze groepen foerageren op fruit, bessen, zaden en noten.
De hoefijzermuskaatduif legt een enkel ei in een nest van onzorgvuldig bij elkaar gelegde takjes. Een enkel geval is bekend van een nest op het eiland Mindoro in de maand mei.

## Status
De hoefijzermuskaatduif heeft een beperkt verspreidingsgebied en daardoor is de kans op uitsterven aanwezig. De grootte van de populatie werd in 2022 door BirdLife International geschat op 1200 tot 3200 volwassen individuen. De populatie-aantallen nemen af door jacht en habitatverlies. Het leefgebied wordt aangetast door ontbossing en mijnbouwactiviteiten waarbij natuurlijk bos plaats maakt voor intensief agrarisch gebruikt waaronder de aanplant van productiebos voor de houtteelt en verder de aanleg van infrastructuur, waardoor overgebleven bos gemakkelijker toegankelijk wordt en de jacht intensiveert. Om deze redenen staat deze soort als kwetsbaar op de Rode Lijst van de IUCN.